# Авиационный
Авиацио́нный (также общеприняты названия Авиацио́нная и Авиагородо́к) — микрорайон города Домодедово Московской области, до 2004 года посёлок Востряково-1 Домодедовского района. Расположен вблизи аэропорта Домодедово, являющегося для Авиагородка градообразующим предприятием. Возник как посёлок для строителей аэропорта Домодедово. В посёлке расположена станция «Авиационная» Московской железной дороги.

## География
Климат — умеренно континентальный с относительно мягкой зимой, частыми оттепелями и тёплым влажным летом. Частое прохождение циклонов с Атлантики и иногда со Средиземноморья обуславливает увеличение облачности. Среднеянварская температура составляет около −10,5 °C (Минимальная температура зимой на 2012 год составила −35), среднеиюльская — +17,5 °C (Максимальная температура летом на 2012 год составила + 39). 
Почвы — аллювиальные, серые лесные.
Основная река — Гнилуша с прудом у бывшей деревни Скрипино-2, а также пруды Железнодорожный, Лесной, Зил (на территории садового товарищества «Химик-2»).
Находится в окружении деревень Тупицино, Шишкино, Ловцово, Татарское и садовых товариществ «Подшипниковец», «Рассвет», «Поляна-3», «Химик-1», «Химик-2»
В южной части в посёлке Востряково (ныне микрорайон Востряково) расположилось Востряковское кладбище, которое объединяет в себе православное и мусульманское кладбища.

## История
История микрорайона Авиационный тесно связана с историей посёлка Востряково. Одновременно с началом строительства аэропорта «Домодедово» решался вопрос о предоставлении жилья будущим работникам аэропорта. Продолжение центральной улицы посёлка Востряково — Вокзальной — соединило строящийся аэропорт с Каширским шоссе. Вблизи этой дороги северо-восточнее Востряково (ныне проспект Академика Туполева) в 1963 году появились первые объекты жилищного строительства. Новые кварталы вошли в состав Востряково, в его северо-восточную часть — посёлок Востряково-1, представлявший собой отдельное административное образование в составе Домодедовского района. Это позволило жителям Востряково улучшить свои жилищные условия, получая работу в Аэропорту. Получали квартиры в Авиагородке также приезжие специалисты. Так комплексно решался вопрос обеспечения аэропорта рабочей силой одновременно с вопросом улучшения качества жизни населения региона.
В 2004 году посёлок Востряково-1 вошёл в состав города Домодедово, которое находится от центра города на расстоянии в 3,5 км по прямой и в 9,5 км по шоссе, получив официальное название микрорайон «Авиационный».
В начале 2009 года, на основании постановления Губернатора Московской области «Об объединении некоторых населённых пунктов Домодедовского района Московской области» от 11.03.2009 № 25-ПГ, к микрорайону Авиационный была присоединена близлежащая деревня Скрипино - 2, в результате этого в микрорайоне Авиационный образовались новые улицы, которые в том же 2009 году получили наименования: улица Скрипина и улица Скрипинский проезд. Третья улица бывшей деревни Скрипино - 2, которая проходит по северной части деревни и прилегает к новым домам строительной компании «Гюнай», стала продолжением старой улицы Ильюшина, которая пересекает улицу Жуковского и выходит на проспект Академика Туполева - центральную улицу микрорайона.
В 2011 году начато возведение нового квартала общей площадью 27,4 Га и площадью квартир более 124 тыс. кв.м. Строится также магазин и здание администрации.
В течение 10-15 лет вокруг московского аэропорта должен появиться целый город с развитой инфраструктурой – аэротрополис или аэросити Домодедово.

## Население и занятость
Население на 1 февраля 2014 года — 12,7 тыс. жителей. Из них:
- до 18 лет — 1,9 тыс. человек;
- от 18 до 55 лет — 6,7 тыс. человек;
- старше 55 лет — 4,1 тыс. человек.

## Достопримечательности
- Храм в честь иконы Божией Матери Державная[8][9].
- Музей Московского аэропорта «Домодедово» в здании ГДК «Авиатор».
- Памятник у ГДК «Авиатор» — Основателям аэропорта «Домодедово» и Авиагородка[10].
- Памятник воинам ВОВ деревни Елгозино и Скрипино.[11]
- Фонтан на площади ГДК "Авиатор".
- Мини-фонтан на центральной площади возле ТЦ «Катя».

## Культура и образование
- Дом культуры «Авиатор»
- Детские сады: «Дельфин», «Берёзка», «Светлячок».
- Школы: Лицей № 1[12], ВСШ № 3[13], Аэропортовская детская музыкальная школа.
- Институты: Институт ВИПК МВД (Всероссийский Институт Повышения Квалификации сотрудников МВД России)[14], СПИЭБ (Социально-Правовой Институт Экономической Безопасности) (на территории института МВД)[15].

## Спорт
C 2019 года на базе Востряковской СОШ № 3 функционирует межрегиональный спортивный клуб единоборств Эридан
C 2007 года функционирует спорткомплекс «Авиатор», в его составе — стадион. Местная футбольная команда — «ФК Полёт» — играет в Чемпионате городского округа. Первое место (2008 г.).
C 1991 года работает теннис-клуб.

## Телекоммуникации
- Домодедово входит в области обслуживания сотовых сетей.
  - Beeline
  - Мегафон
  - МТС
  - Tele2
- Интернет провайдеры:
  - «Телестар.net» (ADSL, GPON)[17]
  - «Домолан» (PON)
  - «Beeline Internet» (Ethernet)
  - «Акадо» (DOCSIS)
  - «Трансмедиа»[источник не указан 3287 дней]
  - Также доступ в сеть интернет представляют операторы сотовой связи.

## Транспорт

### Авиационный транспорт
См. Домодедово (аэропорт).

### Железнодорожный транспорт
На территории микрорайона расположена железнодорожная станция «Авиационная» Павелецкого направления Московско-Курского региона Московской железной дороги. Станция является частью ветки «Домодедово» — «Аэропорт Домодедово».

### Автомобильный транспорт
Из микрорайона возможен выезд на шоссе А105, связывающее аэропорт Домодедово с Москвой. Также есть проезд к городу Домодедово и трассе Дон.
В 2015 году построена объездная автомобильная дорога «Обход посёлка Авиационный от автодороги Авиационная — Ловцово — Лямцино — МК», соединившая шоссе в аэропорт А105 и Московское малое кольцо, и разгрузившая центральную улицу микрорайона.
Маршруты общественного транспорта:
- Автобус и маршрутное такси 404, м/р Авиационный — метро «Домодедовская», а также м. Домодедовская — м/р Авиационный — м/р Шахово — м/р Барыбино.
- Автобус № 30, «Аэропорт — г. Домодедово» проходит через микрорайон с тремя остановками.
- Автобус № 26, «Аэропорт — Красный путь» также проходит через микрорайон с тремя остановками.
- Маршрутное такси № 10, «Институт МВД — ст. Взлётная».
- Маршрутное такси № 52, «Аэропорт — ст. Взлётная».

## Города-побратимы
- Афины (греч. Αθήνα), Греция;
- Вроцлав (пол. Wrocław), Польша
- Борисполь (укр. Бори́спіль), Украина
- Хмельницкий (укр. Хмельни́цький), Украина;
- Пинск (бел. Пінск), Белоруссия;
- Сумгаит (азерб. Sumqayıt), Азербайджан;
- Зеленодольск, Россия;
- Фурманов, Россия;